# Schizachyrium cirratum
Schizachyrium cirratum là một loài thực vật có hoa trong họ Hòa thảo. Loài này được (Hack.) Wooton & Stand. miêu tả khoa học đầu tiên năm 1912.